# Grevelingenmeer
Il Grevelingenmeer è un lago e una ex-baia del delta del Reno, della Mosa e della Schelda nei Paesi Bassi. Situato tra le isole di Goeree-Overflakkee e Schouwen-Duiveland, forma la frontiera tra la provincia dell'Olanda Meridionale e quella della Zelanda.
Prima della sua chiusura, questo antico braccio di mare del Mare del Nord si chiamava Grevelingen. Durante i lavori del Piano Delta, il Grevelingen fu chiuso e isolato dal mare per la costruzione delle dighe di Grevelingendam a est (completata nel 1965) e di Brouwersdam a ovest (completata nel 1971). Chiamato successivamente Grevelingenmeer, è essenzialmente destinato al turismo e agli sport acquatici. La salinità del lago è stata mantenuta attraverso la Brouwerssluis, una chiusa situata sulla Brouwersdam, che permette di alimentare il lago con acqua di mare.
Nel Grevelingenmeer si trovano diversi banchi di sabbia.